# Chris Davis
Christopher Lyn "Chris" Davis, född den 17 mars 1986 i Longview i Texas, är en amerikansk före detta professionell basebollspelare som spelade 13 säsonger i Major League Baseball (MLB) 2008–2020. Davis var främst förstabasman.
Davis spelade för Texas Rangers (2008–2011) och Baltimore Orioles (2011–2020).
Davis blev först draftad av New York Yankees 2004 som 1 496:e spelare totalt, men skrev aldrig kontrakt med dem. Året efter blev han draftad av Los Angeles Angels of Anaheim som 1 063:e spelare totalt, men även denna gång skrev han inget kontrakt med den klubb som draftade honom. Davis skrev dock kontrakt med Texas Rangers efter att klubben hade valt honom som 148:e spelare totalt i 2006 års draft.
Den 21 januari 2016 skrev Davis på en kontraktsförlängning med Baltimore Orioles som skulle gå ut 2023 och var värderad till 161 miljoner dollar. Det var det mest lukrativa spelarkontraktet som Orioles dittills hade skrivit med en spelare.
Efter att ha drabbats av flera skador meddelade Davis i augusti 2021 att han avslutade karriären.
Davis togs ut till en all star-match och vann en Silver Slugger Award, allt under 2013 års säsong. Två säsonger, 2013 och 2015, slog han flest homeruns i MLB.